# Heliconia obscura
Heliconia obscura es una planta de la familia Heliconiaceae que a su vez contiene tres subespecies endémicas de Ecuador, H. obscura fusca, H. obscura dichroma y H. obscura obscura. nativa de Ecuador y Perú. Su hábitat natural son los bosques montanos húmedos tropicales y subtropicales.